# Сихем

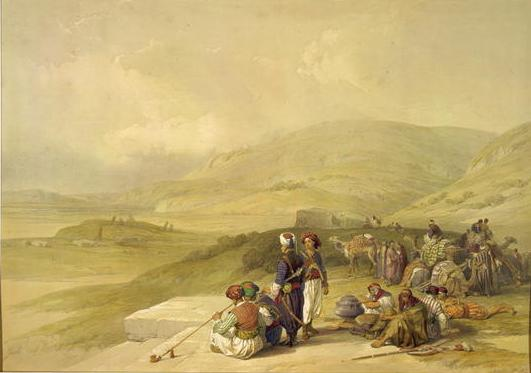
Местность, где располагался Сихем, в 1839 году

Сихем, Сихар (ивр. שכם‎ «плечо») — город, упоминаемый в Торе, один из городов-убежищ.
Ныне Сихем ассоциируется со Шхемом (археологические раскопки Телл-Балата). Место древнего Сихема также связано с традиционным местом Гробницы Иосифа (Нав. 24:32) и Колодцем Иакова, известном встречей Иисуса Христа и самарянки.
О самом Сихеме известно, что он существовал в Самарии несколько тысячелетий между горами Гаризим и Гевал севернее Вефиля и Силома. Местность была богато орошённой и изобиловала абрикосами, персиками, гранатами, сливами, розами и миртами.
Однако, во II или III веке он был покинут жителями. С распространением христианства в Самарии здесь были построены христианские храмы, а с VI века здесь располагалось епископство. Рядом римлянами был построен город Неаполь Флавия, название которого позже арабизировалось в Наблус.
При раскопках в Сихеме (1913—1914 гг, 1926—1933 гг и с 1957 года) обнаружены остатки оборонительных укреплений, акрополь и развалины храма.
Лишь спустя столетие после начала раскопок, в 2012 году, археологический парк был открыт для посещения.